# Fredriksberg
Fredriksberg es una pequeña localidad en el municipio de Ludvika de la provincia de Dalarna, en la Suecia meridional.

## Economía
El turismo es el principal beneficio de la zona. Antes la industria metalúrgica y la papelera empleaban a gran parte de los habitantes. La época metalúrgica empezó el año 1729 y terminó a finales del siglo XIX, cuando la industria forestal empezó a crecer con el establecimiento de sierras y fábricas de papel. Alrededor del año 1970 las últimas industrias cerraron.

## Demografía
| Gráfica de evolución de Fredriksberg entre 1950 y 2020 |
|                                                        |

## Galería

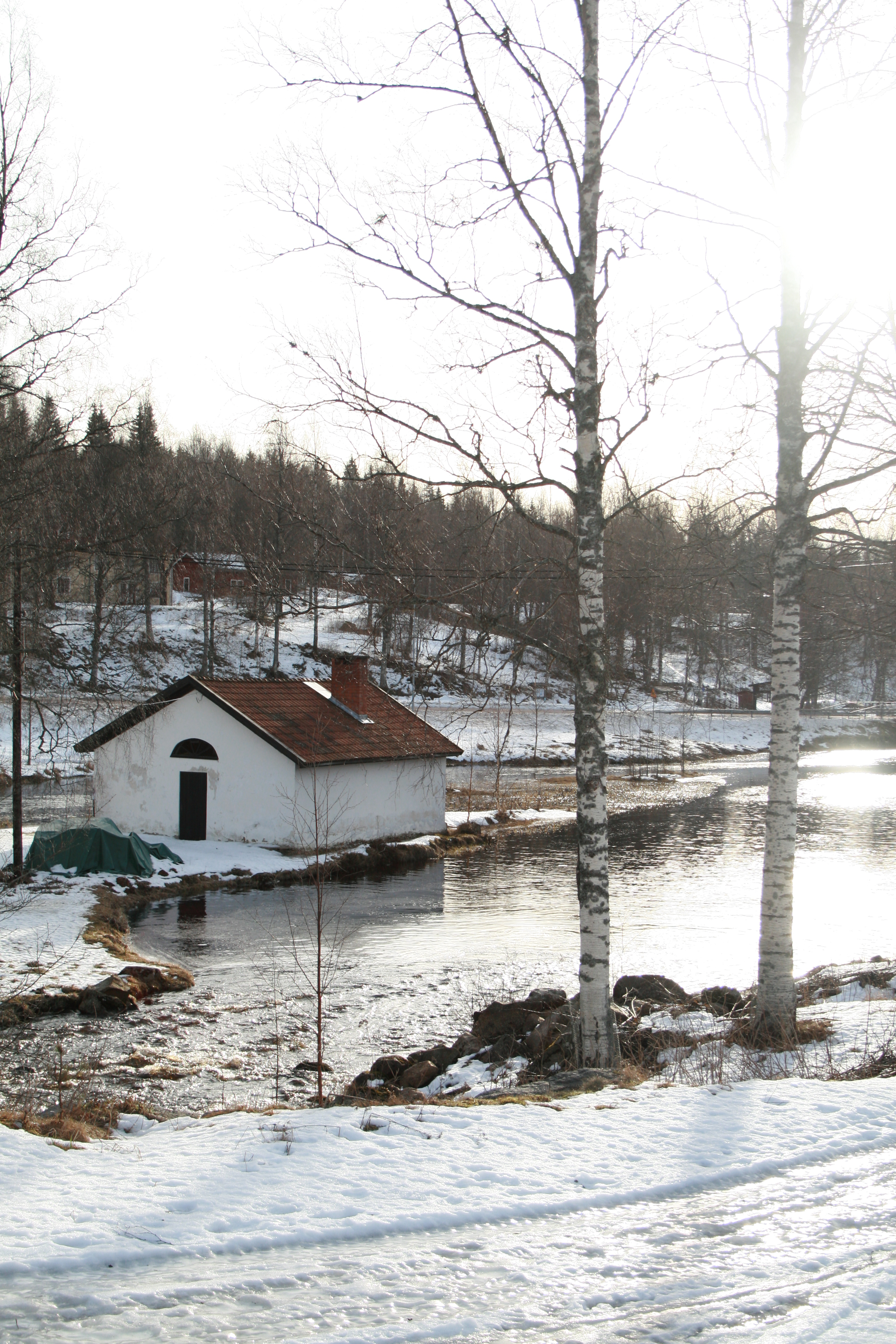
Forja al este de Fredriksberg, donde empezó la metalurgia en Fredriksberg en el siglo XVIII
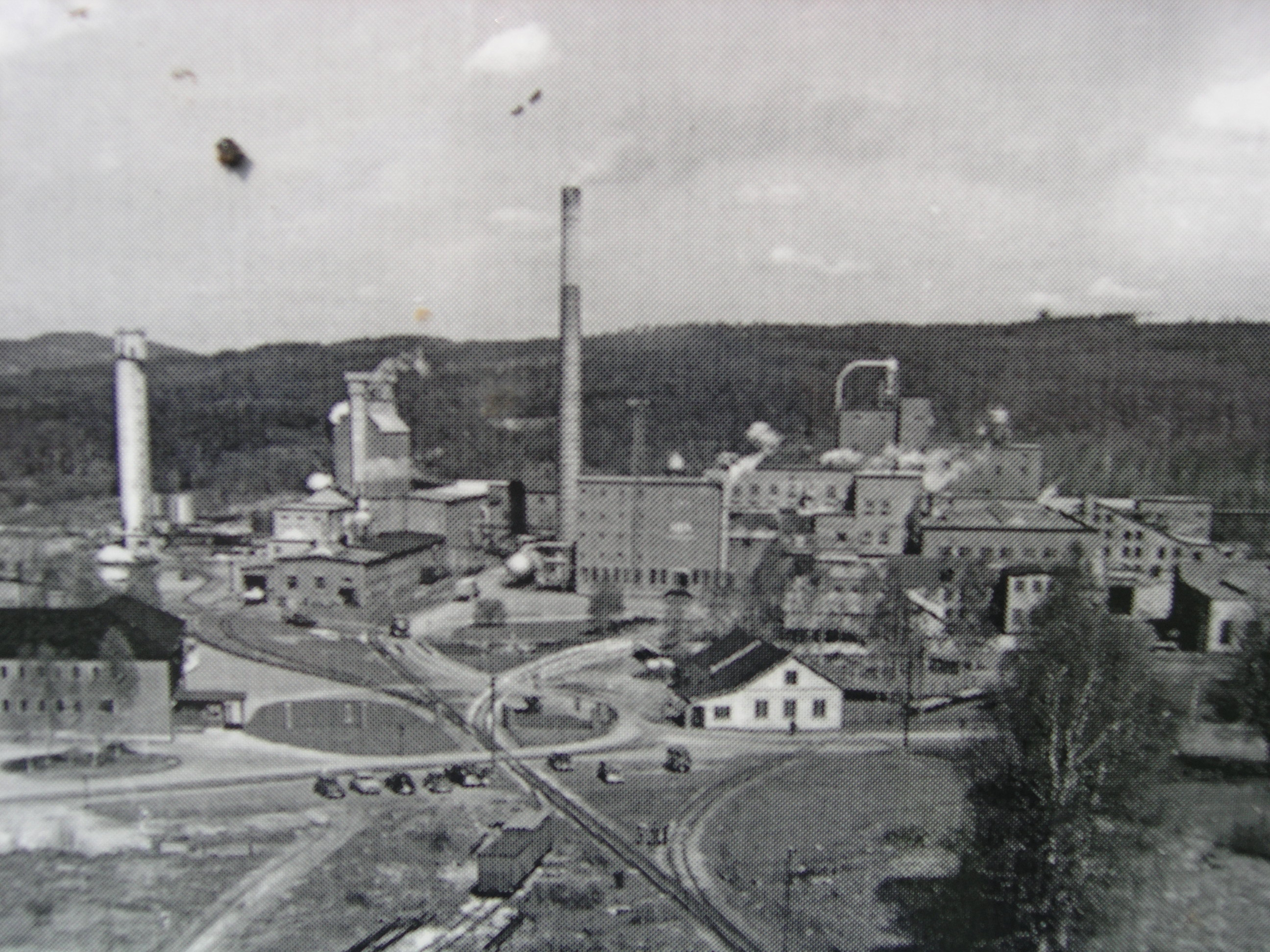
La fábrica de papel de Fredriksberg durante el auge de los años 50
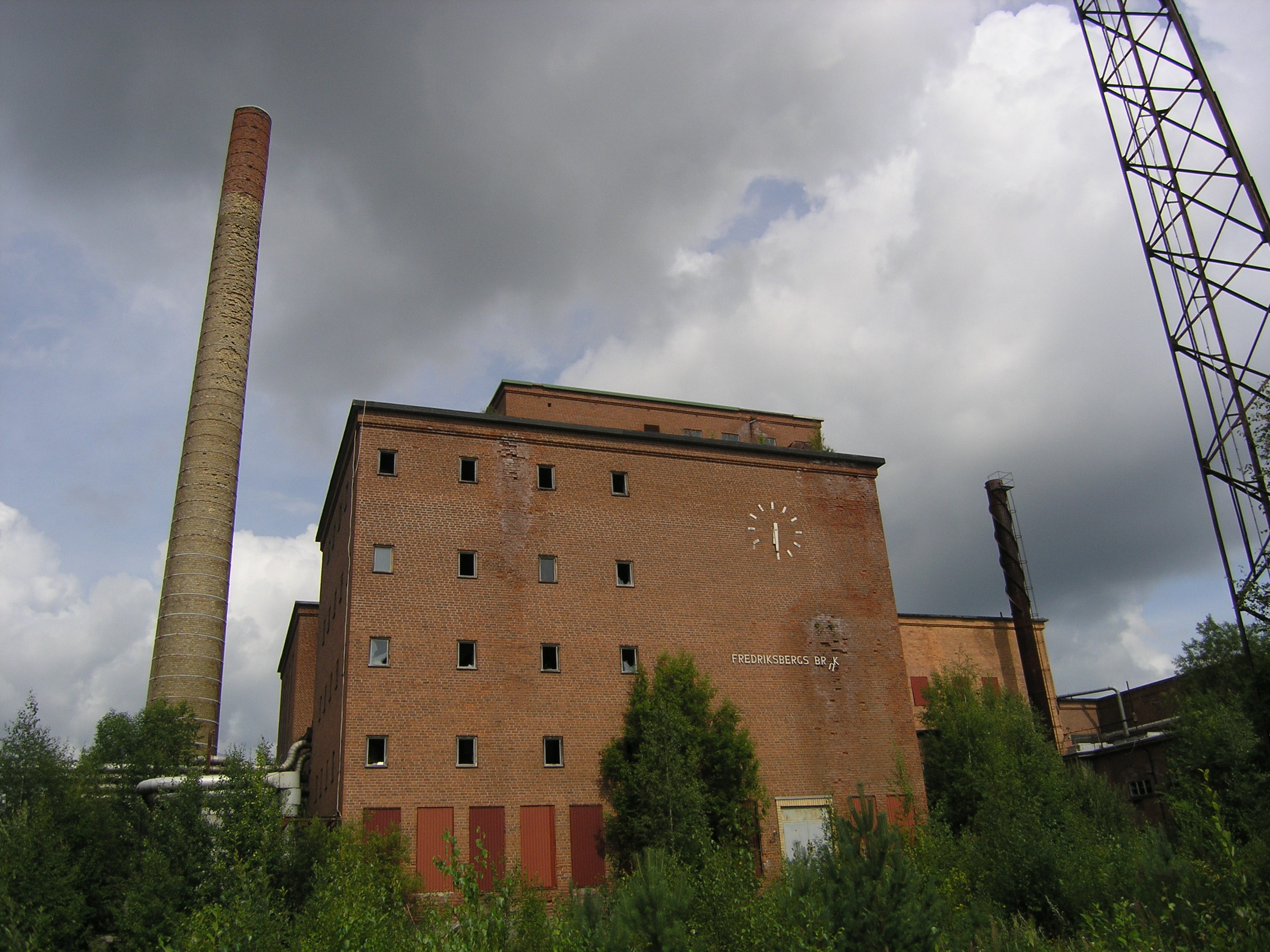
La antigua fábrica de papel en Annefors en el 2007
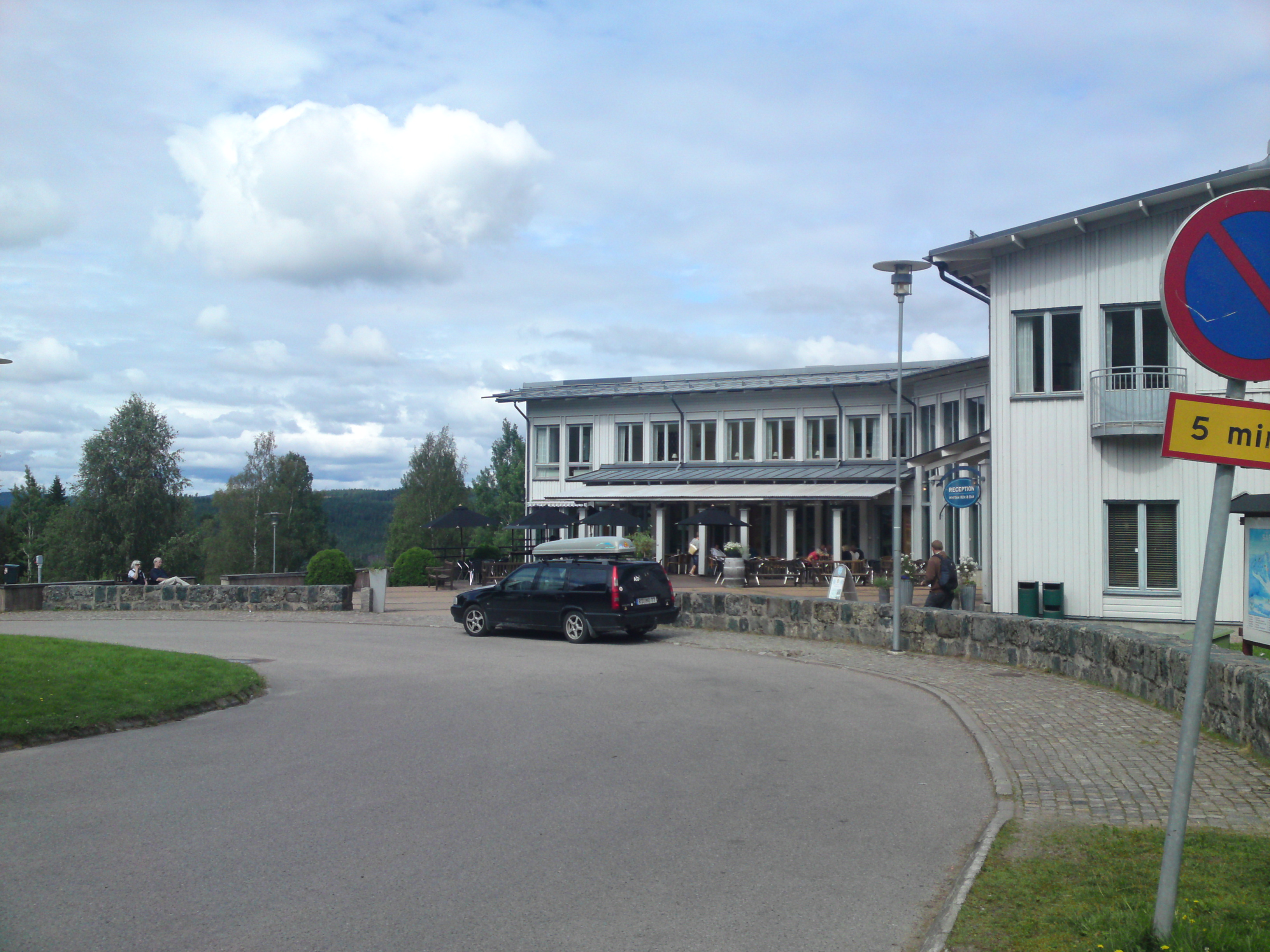
La estación de esquí Säfsen Resorts

## Säfsen
Es una estación de esquí fundada en 1979 situada justo al este de Fredriksberg.